# Большой стамбульский автовокзал
Большой стамбульский автовокзал (тур. Büyük İstanbul Otogarı), известный также как автовокзал Эсенлер (тур. Esenler Otogarı), с 2016 года официально именуемый Стамбульским автовокзалом им. Демократии 15 Июля (тур. İstanbul 15 Temmuz Demokrasi Otogarı) — центральный и самый большой автовокзал в Стамбуле, осуществляющий междугородние перевозки; расположен в районе Байрампаша.

## История
В 1980-х годах из-за увеличения пассажирских пригородных и междугородних автобусных перевозок автовокзал Топкапы в Стамбуле перестал справляться с пассажиропотоком и открытием новых маршрутов. В связи с этим в конце 1987 было принято решение о строительстве в городе ещё одного автобусного вокзала, по современному проекту, который смог бы обслуживать одновременно несколько десятков междугородних и пригородных автобусных маршрутов. Для этого в районе Байрампаша было начато строительство. Автовокзал, получивший название «Большой стамбульский автовокзал», был сдан в эксплуатацию в 1994 году. Стоимость строительства составила 140 млн долларов.

## Расположение
Здание автовокзала расположено в европейской части Стамбула, в районе Байрампаша. Это крупнейший автовокзал в юго-восточной Европе и в Турции площадью 242 000 м². Терминал имеет 324 платформы. Есть маршруты, прибывающие и выезжающие практически во все города Турции. Есть также маршруты в соседние страны и в страны Европы. В центре автовокзала расположены станция «Автовокзал» (тур. Otogar) линии  стамбульского метрополитена, а также остановки городских автобусов 50R, 303B, 750, 760 и автобусного экспресс-маршрута Havaist HVL-3 в аэропорт.